# Musikot
Musikot (en népalais : मुसीकोट) est un comité de développement villageois du Népal situé dans le district de Gulmi. Au recensement de 2011, il comptait 4 033 habitants.